# Dichterleben (Heinz Piontek)
Dichterleben ist ein autobiographisch gefärbter Roman von Heinz Piontek aus dem Jahr 1976.
Seit über zehn Jahren schon arbeitet Achim Reichsfelder – eine, wie Piontek beteuert, von ihm bloß erfundene Figur – im Hauptberuf als Übersetzer englischsprachiger Prosa ins Deutsche. Den Dichterberuf hat er an den Nagel gehängt. Trotzdem spielen poesievolle Ausflüge – zum Beispiel in die Dissinger Donau-Heimat – eine bedeutende Rolle im Text. Mehr noch – als Resümee kann gelten: Wer einmal dichtet, der dichtet immer.

## Inhalt
An einem Monat März in München: Mit den Größen der Kunstszene steht Reichsfelder auf Du und Du. Auf dem Stachus spricht ihn Schlöndorff an. Der Protagonist denkt an eine gewisse Ulla. Die tritt erst in der zweiten Romanhälfte auf. Nach der Hongkonggrippe hat Reichsfelder ziemlich abgenommen. Der Dichter-Übersetzer vertreibt sich die Zeit am Fernseher. Gelegentliche Besprechungen mit Angestellten in den Büros von Münchner Verlagen sind kurz und ergebnislos.
In die Münchner Geschichten Reichsfelders drängen sich Versatzstücke aus der alten Heimat Dissingen. Dort lebt die Mutter Hedda Reichsfelder, geborene Ellwanger. Der Vater – Justizinspektor Ludwig Reichsfelder, ein Kriegsteilnehmer – gilt seit dem Winter 1945 als vermisst und bleibt es. Der Vater war 44-jährig zur Partisanenbekämpfung als Unteroffizier in den Osten abkommandiert worden. Lange hatte die Mutter zwei Jüdinnen im Hause – letztendlich vergeblich – vor der Gestapo verborgen gehalten. Achim war zum Arbeitsdienst einberufen worden, hatte ebenfalls am Krieg teilgenommen, war in Gefangenschaft geraten und daraus entlassen worden. Heinz Piontek blickt nach diesem Ausflug in einige im Roman weiter hinten liegende Sequenzen: Achim Reichsfelder wird kurz nach dem Kriege Konstanze Eichner, die älteste der drei Töchter eines verwitweten Kinobesitzers in Dissingen, heiraten. Er wird die Gattin Marie-Claire nennen. Dem Paar werden die Kinder Sebastian und Marion geboren werden. In zweiter Ehe wird Reichsfelder oben genannte Ulla ehelichen.
Mit seinen Münchner Freunden bespricht Achim Reichsfelder die Literatur. Das fängt an mit „Beschreibungen der Natur mit ihren Einsilbern – Wald, Wind, Schnee, Tal...“ und geht weiter mit der Verehrung von Dostojewskis Myschkin. Von anderen Dostojewski-Verehrern ist die Rede. Grigorowitsch und Nekrassow sollen über Nacht Arme Leute gelesen und den Verfasser in der zeitigen Frühe mit ihren Huldigungen seines Roman-Erstlings überfallen haben.
Im nächsten Versatzstück – aus Russland wieder nach Dissingen zurückgekehrt – kann der 24-jährige angehende Lyriker Achim Reichsfelder das Dorf Unterfinningen am Fuße der Rauhen Alb von seinem Schreibtisch aus erahnen. Konstanze, das erste Mal von Achim schwanger, bringt unverhofft Verständnis für die Gedichte des werdenden Vaters auf. Georg von der Vring ist Achims Vorbild: „Taubenschlaf ist wie ein Fliehn/ Abwärts durch ein Meer von Gras“. Auch Peter Huchels „Die Wucht der Körbe schwankt im Raum“ erscheint als beeindruckend. Huchel aber antwortet nicht auf Achims Einsendungen. Eigentlich leidet Achim nach der Währungsreform keine Not. Die Mutter überlässt ihm einen Teil von dem Pachtzins, der von einer ererbten Bäckerei abfällt. Normalerweise bekommt Achim seine Einsendungen von den Redaktionen zurückgeschickt. Endlich aber erscheint sein erster Gedichtband Treidelwege. Den Rat des Schwiegervaters, doch lieber ein Drehbuch nach dem Strickmuster von Romanze in Moll zu probieren, schlägt der junge Poet in den Wind.
Und wieder wird aus der schwäbischen Provinz ins großstädtische München gesprungen. Ende der 1960er Jahre lebt Reichsfelder bereits zehn Jahre getrennt von der Familie dort. Von seinem Zahnarzt wird er nun als der „berühmte Reichsfelder“ auf dem dentalen Marterstuhl willkommen geheißen. Achims Gedichtband Tagmond kommt heraus. Antschel alias Celan schaut bei Achim in München vorbei. Man signiert sich gegenseitig jeweils eines seiner Werke.
Der unaufhörliche Wechsel zwischen den beiden Zeitebenen Vergangenheit und Gegenwart (1970er Jahre), manchmal unangekündigt, kann mitunter vom wachsamen Heinz-Piontek-Forscher an den referierten Zeitläuften festgemacht werden: Brecht beteuert Ulbricht nach dem 17. Juni seine Ergebenheit. Der Leser befindet sich demnach im Jahr 1953. Pro Tag tippt Achim etwa eine Seite in die Maschine. Curtius, der Achim lobend erwähnt hatte, stirbt. Der Leser ist offenbar auf einmal im Jahr 1956 angelangt. Ingeborg Bachmann wird als „kräftige Blondine“ beschrieben und ihr Vers „Die große Fracht des Sommers ist verladen“ unter Lyrikern kritisiert. Heinz Piontek mischt sich sogar selbst unter die paar Großen: „P. [Piontek] solle sein Frühstück mit sechzigprozentigem Kirschwasser beginnen.“ Benn und Brecht sterben. Der Leser hat 1956 noch nicht hinter sich gebracht. Achim wird mit der Zeit von einem Bombardement aus Preisen und adäquaten Zuwendungen getroffen. Als ihn die Schillerstiftung beehrt, vermissen die Herrschaften Achims Frau. Und vom „Heuß-Fond“ kommt eine größere Summe Geldes. Neben der Lyrik-Produktion übersetzt Achim Hörspiele aus dem Englischen. Der gefeierte Dichter erkrankt, nimmt sich ein Hausmädchen und entjungfert es für 150 Mark. Die Nachfolgerin, ein Aupair-Mädchen aus Schweden, ist zwar preiswerter, doch kratzbürstiger: Man bespuckt und ohrfeigt sich. Das sind nun wieder Bettgeschichten, die sich unter Marie-Claires Dach abspielen. Achims Gedichtband Im Schatten der Stadt erscheint. Krolow ermutigt den Dichter zum „Wortemachen“. Achim geht auf Reisen. Über die Stationen Wien – VII. Bezirk, Jugoslawien, Engadin, Provence und Spanien kehrt Achim nach München zurück.
Seine zweite Frau Ulla Roßbach (siehe oben) ruft Achim mit dem zweideutigen Namen „Dichterleben“ – daher der Name des Romans. Die Ostpreußin Ulla nennt sich eine „halbe Polackin“, denn die Großmutter mütterlicherseits kommt aus Łomża und die Mutter – das ist die 62-jährige Isolde Simoneit, Witwe des Schulrats Hermann Simoneit – kommt aus Angerburg. Ulla hat in England eine zehnjährige Tochter – Rita Marilyn. Ein Mr. Shoemaker hatte Ulla in Berlin geschwängert. Das Intermezzo England hatte Ulla seinerzeit überaus rasch hinter sich gebracht.
Ulla schreibt an einem Roman. Die schriftstellerische Ader hat Ulla vermutlich von ihrem Vater, einem Bannerträger Ernst Wiecherts, geerbt. Die begabte Frau geht mit Achim ihre dritte Ehe ein. Achim erhält dreißigtausend Mark vom Verkauf des Hauses aus dem Besitz seiner ehemaligen Gattin Konstanze und gibt das Geld zusammen mit Ulla unbedacht aus.
Während Achims Münchner Jahren werden die Verrisse Mr. Marcel Reich-Ranickis aus Lodsch aufs Korn genommen.  Blöckers Angriff auf die Gruppe 47 und Enzensbergers Gegenschlag kommen zur Sprache. Und wieder ist Ingeborg Bachmann – dieses Mal mit einer Münchner Geschichte – an der Reihe. Das Thema lautet kurz und knapp: Baumgart und die Bachmann bei Piper.
Immerhin, Achim bringt seine Dichtungen im Prinz-Carl-Palais zu Gehör. Sein Akademie-Beitritt steht an. Ulla und Achim werden nun schon zu von der Vrings gebeten. Der Gastgeber redet aber dann mehr über sich; bringt seinen Kritiker Wilhelm Lehmann zur Sprache. Am 19. Januar (das Jahr wird nicht mitgeteilt) schenkt die fast 40-jährige Ulla nach knapp fünf Ehejahren dem kleinen Thomas das Leben. Der 37-jährige Achim, ein „Ostschwabe oder Halbbayer“, Vater von mittlerweile fünf Kindern, freut sich, als seine Berufskollegin Ulla eine Kurzgeschichte verkaufen kann. Er hat Glück. Konstanze verlangt nichts für die drei gemeinsamen Kinder. Achim hält es daheim nicht aus. Ulla bringt ihn in einem Hotelzimmer im Dorf Tirol unter.  Seine Produkte verkaufen sich schlecht. Schweren Herzens muss Achim die Bibliothek verkaufen.
Armstrong betritt den Mond. Wir schreiben 1969. Achim zieht möbliert in den Münchner Norden in ein Siedlungshaus und übersetzt „A Long and Happy Life“ von Lionel Wellcut. Achim sinniert über als in daz mêr ein slac. Die Gespräche mit der Wirtin, der Witwe Ulrike Schubert, tangieren das Sexuelle, prallen aber an der festen Burg Frau Schubert ab.
Einer von Achims Freunden publiziert einen Artikel über den Lyriker Achim Reichsfelder. Der Freund will registriert haben, Achim werde bereits von einigen Germanisten wahrgenommen. Gleichviel, dem Dichter und Übersetzer ist klar, er lebt „auf der Seite der Schwachen“. Nichtsdestotrotz dichtet er weiter an dem Poem Wiepoldstein. Die 78-jährige Mutter Hedda Reichsfelder überweist immer noch ein Teil ihrer monatlichen Mieteinnahmen an den Sohn.
Schließlich vergleicht sich der „Spinner Achim Reichsfelder“ mit Simplex Teutsch: „Du bist der gleiche Simpel gewesen.“
In München wird Achim auf der Hardthofer Promenade um ein Haar totgeschlagen. Die Täter hatten den Poeten in der Finsternis mit ihrem Feind verwechselt. Das Romanende erscheint als offen. Auf einen anonymen Anruf hin könnte das Schwabinger Krankenhaus gerade noch die Rettung für Achim werden.

## Zitat
- „In der Literatur gibt es keine eindeutigen Siege.“[12]

## Form
Die ineinander verwobenen beiden Zeitebenen machen dem Leser, der es ganz genau wissen möchte, gelegentlich Sorgen (siehe oben). Manche Sätze kann der Leser nicht akzeptieren; zum Beispiel: „Woher hatte er nur die Sicherheit genommen, als Schriftsteller zu.“
Der Text wimmelt von Anspielungen auf Kunstwerke und Künstler. Zum Beispiel zitiert Achim aus dem Rilkes Requiem für Paula Becker: „Denn irgendwo ist eine alte Feindschaft...“ Und Walther darf nicht fehlen: als in daz mêr ein slac (siehe oben).

### Textausgaben
- Heinz Piontek: Dichterleben. Roman. Hoffmann und Campe, Hamburg 1976, ISBN 3-455-05906-6, 315 Seiten (Erstausgabe).
- Heinz Piontek: Dichterleben. Roman, Neue Fassung. Bergstadtverlag Wilhelm Gottlieb Korn, Würzburg 1996, ISBN 3-87057-184-5 (Verwendete Ausgabe).

### Sekundärliteratur
- Peter Huchel: Gedichte. Aufbau-Verlag, Berlin 1948, 100 Seiten
- Georg von der Vring: Die Gedichte. Gesamtausgabe der veröffentlichten Gedichte und eine Auswahl aus dem Nachlass. Mit einem Nachwort von Christoph Meckel. Herausgegeben von Christiane Peter und Kristian Wachinger. Langewiesche-Brandt, Ebenhausen 1989, 534 Seiten, ISBN 3-7846-0142-1